# Eukoenenia ankaratrensis
Eukoenenia ankaratrensis is een spinnensoort in de taxonomische indeling van de Palpigradi.
Het dier komt uit het geslacht Eukoenenia. Eukoenenia ankaratrensis werd in 1960 beschreven door Rémy.